# Герман и Доротея
«Герман и Доротея» (нем. Hermann und Dorothea) — идиллическая и эпическая поэма немецкого писателя Иоганна Вольфганга Гёте, написанная в 1796—1797 годах и впервые опубликованная в 1797 году. В некоторой степени навеяна Luise Иоганна Генриха Фосса, идиллией в гекзаметре, впервые опубликованной в 1782—1784 годах.

## Сюжет
Действие поэмы происходит, по словам автора, в августе 1795 года, когда в Эрфурте оказались беженцы из оккупированных французами земель Западной Германии. Сын местного трактирщика Герман влюбился в беженку по имени Доротея и уговорил отца дать ей приют. Доротея могла рассчитывать только на место служанки, но Герман добился от отца согласия на брак.

## Значение
Литературоведы отмечают, что основная особенность поэмы — сочетание современного автору материала с античным гекзаметром и характерной для него классической плавностью стиля. В этом явно была заложена авторская ирония, которая осталась незамеченной как для широкого круга читателей, так и для многих первых рецензентов. Фридрих Шиллер сетовал на это в письме Гёте от 2 января 1798 года.
На основе поэмы Роберт Шуман написал в 1851 году увертюру си минор «Герман и Доротея».